# 이겸의
이겸의(李謙宜, 896년 ~ 984년)는 후삼국 시대(後三國 時代) ~ 고려(高麗) 초기의 인물로 이공승(李公升)의 5대조이자, 고려(高麗)의 개국공신(開國功臣)인 이능희(李能希)의 아들이다. 본관은 청주(淸州)이다.

## 생애
이겸의(李謙宜) 역시 그의 아버지 이능희(李能希)와 마찬가지로 고려(高麗)의 개국공신(開國功臣) 중 한명이었으며 태조(太祖)를 도와 918년에 궁예(弓裔)를 몰아낸 뒤 고려(高麗)를 건국(建國)하였으며 936년에는 태조(太祖)를 도와 후삼국(後三國)을 통일하는 역할을 하였다.
성종(成宗) 때인 984년 압록강(鴨綠江)에 성을 쌓으려다가 여진족(女眞族)에게 납치당해 포로가 되었다.

## 가계
- 아버지 : 이능희(李能希)
- 어머니 : 미상
  - 무신 : 이겸의(李謙宜)
  - 부인 : 미상
    - 자녀 : 이원심(李元審)

## 이겸의가 등장한 작품
- 《천추태후》(KBS, 2009년, 배우:원석연)